# Solenophora chiapasensis
Solenophora chiapasensis är en tvåhjärtbladig växtart som beskrevs av D.N. Gibson. Solenophora chiapasensis ingår i släktet Solenophora och familjen Gesneriaceae. Inga underarter finns listade i Catalogue of Life.